# Athaumasta siderigera
Athaumasta siderigera là một loài bướm đêm trong họ Noctuidae. Loài này được Christoph miêu tả khoa học lần đầu tiên năm 1893.